# Tvåfaktormodellen
Tvåfaktormodellen (theory of avoidance learning) bygger på klassisk och operant betingning.
När en person upplever ett trauma etsas objekt/personer/platser in i det mentala undermedvetna vilket gör att varje gång personen ser objekt etc som han/hon förknippar med traumat, så återupplever personen samma rädsla som upplevts under traumat. Därför undviker personen i fråga detta/denna objekt/person/plats. Genom att undvika dessa situationer bearbetas dock heller inte rädslan och kvarstår därför.
Objekt + Trauma skapar rädsla för ett objekt
Undvikande av objekt medför att rädslan minskar, vilket gör att motivationen till att undvika objektet ökar

## Exempel

### 1
Johan blev biten av en hund (trauma) vilket gjorde ont (smärta).
Varje gång Johan ser en hund återupplever han samma trauma igen (psykiskt), vilket resulterar i en rädsla för att samma trauma och fysiska smärta ska hända en gång till.
[Här kommer andra faktorn in]
Därför undviker Johan hundar, för undviker han hundar slipper han bli biten och räddar sig därmed från den både mentala och fysiska smärta detta kan innebära. Genom att undvika hundar ser han också till att upprätthålla rädslan för hundar - då detta inte kan bearbetas på avstånd. Rädslan kan alltså inte bearbetas så länge man undviker grunden i problemet (platsen, personen eller objektet)

### 2
En bilolycka gör att en person undviker att köra bil. Därmed upprätthålls fobin som bildats hos personen. Personen i fråga måste dock börja köra/åka bil igen för att kunna bearbeta detta.